# Tulio Manuel Castro Gil
Tulio Manuel Castro Gil (Siachoque, Boyacá, 10 de febrero de 1943 - Bogotá, 23 de julio de 1985) fue un juez colombiano, asesinado en 1985 por el Cartel de Medellín. Castro Gil fue el juez a cargo de la investigación del homicidio del ministro de Justicia Rodrigo Lara Bonilla, y quien formó junto con Jaime Ramírez Gómez, entonces jefe de la Policía Antinarcóticos, Guillermo Cano Isaza, director del periódico El Espectador, y el ministro de Justicia Rodrigo Lara Bonilla, el frente operativo en la lucha contra el narcotráfico colombiano, siendo asesinados los cuatro por Pablo Escobar.

## Biografía
Nació en Siachoque (Boyacá), graduado como abogado de la Universidad Gran Colombia en Bogotá, se vinculó rápidamente al poder judicial. Fue juez de menores en Chiquinquirá (Tunja), juez de Instrucción Criminal en Bogotá y juez Primero Superior . Por último, fue nombrado magistrado del Tribunal Superior de Santa Rosa de Viterbo, siendo asesinado el día anterior a su toma de posesión.
Como juez Primero Superior recibió el caso del asesinato de Rodrigo Lara Bonilla. El 26 de octubre de 1984 citó a Pablo Escobar a una sesión preliminar, donde se nombraba como cómplices a sus hermanas, los Hermanos Ochoa, Gonzalo Rodríguez Gacha, sus guardaespaldas, 'los Priscos' (principal grupo de sicarios de Escobar) y concejales del Movimiento Renovación Liberal Independiente.
Al mismo tiempo, acordó con Guillermo Cano Isaza la implicación de El Espectador en el caso, acompañando al juez en sus pesquisas, quien en pocas semanas logró consolidar una investigación para probar que «la mano de Escobar estaba detrás del magnicidio».
A petición de Castro Gil, el 14 de diciembre de 1984 la Cámara de Representantes, de la que Escobar era miembro, despojó a este de la inmunidad parlamentaria de la que gozaba. El 22 de enero de 1985 Escobar fue declarado reo ausente, cursando la correspondiente orden de busca y captura ante la Interpol.

## Asesinato
El asesinato de Castro Gil el 23 de julio de 1985 fue consecuencia de sus recientes investigaciones, habiendo abierto diligencias no solo contra Pablo Escobar por el caso Lara (cuya orden de detención había sido recién emitida), sino también contra otros capos de la droga. Fue asesinado por sicarios con Escobar como autor intelectual.
El juez que había salido de su oficina de Paloquemao poco antes de las diez de la noche, subió a un taxi que le iba a llevar a su vivienda. Mientras transitaba por la Avenida Caracas, el taxi fue interceptado por un vehículo cuyo interior ocupaban varias personas, quienes abrieron fuego, matando al juez en el acto e hiriendo al taxista que le llevaba.

## Casos destacados

### Crimen del quinto piso
Se caracterizó por una serie de extrañas muertes, en especial la del parlamentario José Antonio Vargas Ríos, quien a su vez investigaba el robo de los 13,5 millones de dólares, al mismo tiempo que estaba relacionado con el asesinato del jefe de bodegas de la Aduana de Eldorado, cuya autoría se atribuía al cártel de los Hernández.

### El asesinato de Rodrigo Lara Bonilla
En el caso de Rodrigo Lara Bonilla el juez tocó a los principales capos del narcotráfico colombiano, Entre los reos ausentes, estaban dos concejales del Movimiento Renovación Liberal Independiente.
El proceso fue interrumpido por 23 años, el senador Rodrigo Lara Bonilla (su hijo) y su familia lograron abrir el expediente en el año 2007 así evitaron que prescribiera, el 12 de septiembre de 2012 el crimen fue declarado como delito de lesa humanidad. El único que pago condena fue el conductor de la moto de sicarios Byron de Jesús Velásquez, 11 años de cárcel y quedó libre el 28 de marzo de 1995.

## Homenajes
Biblioteca Pública Municipal Tulio Manuel Castro Gil de Tinjacá (Boyacá).